# Hugo Gunckel Lüer
Hugo Gunckel Lüer, född 10 augusti 1901, död 17 juli 1997, var en chilensk botaniker, professor och farmaceut.
Auktorsnamnet Gunckel kan användas för Hugo Gunckel Lüer i samband med ett vetenskapligt namn inom botaniken; se Wikipediaartiklar som länkar till auktorsnamnet.

## Publikationer
- Helechos de Chile Monografías Anexos de los Anales de la Universidad de Chile, 245 pp.
- Bibliografía Moliniana Fondo Andrés Bello, 166 pp.